# 산짜이족
산짜이족(Người Sán Chay)은 베트남 동북부 뚜옌꽝성뿐 아니라 일부 인근 지방에 거주하고 있다. 까올란족(Cao Lan)이라고도 불린다. 그들은 태국어의 한 종류를 말한다. 그들의 인구는 2009년에 169,410명이었다.
많은 사람들이 벼농사를 지을 수 있을 만큼 평평하지 않기 때문에 벼농사를 이용하여 외딴 지역에 살고 있다.
그들은 신꼬(베트남어: sình cồ, 연가)를 부르고 슬랙틀린 마이축제(베트남어: Slếch thlin mảy, 햅쌀 축제)를 기념한다.